# Жозеф Пруст
Жозеф Луи Пруст (на френски: Proust, Joseph-Louis) е френски химик, член на Парижката академия на науките, професор в артилерийска школа в Испания и ръководител на Кралската химическа лаборатория в Мадрид.

## Биография
Роден е на 26 септември 1754 година в Анже, Франция, в семейството на аптекаря Луи Пруст. Аптеката на баща му е една от най-големите в Анже. Още на 6-годишна възраст Жозеф познава много от химикалите като ги помни по цвета на бурканите и по мястото им, подредени в аптеката. На 14 години заминава за Париж, за да изучава химия в лабораторията на Гийом Руел, прочут аптекар, професор по химия и член на Френската академия на науките. След смъртта му през 1770 г., Пруст продължава да работи под ръководството на брата на професор Руел – Хилер-Марен Руел.
След няколко години упорита работа и непрекъснато учение, Пруст става сътрудник в лабораторията. Славата му на добър изследовател и оратор прехвърля границите на Франция и на 23-годишна възраст получава покана за професорско място по химия в „Реал Семинарио“ в Сеговия, Испания. Три години по-късно, през 1780 г., приема предложение за професор в Кралския лицей в Сеговия, където при много строг режим се обучават млади кадети за артилерийски офицери. Лицеят разполага с огромни лаборатории, която е основната и най-важна причина да приеме работата.
Заради непрекъснатите войни на Испания, които води в Африка и Америка, започват да не достигат метали като олово, цинк и мед. Необходимостта от увеличаване на производството им, както и усъвършенстване на технологичните методи, налага построяването на голяма изследователска лаборатория в Мадрид. За неин ръководител през 1791 г. назначават Пруст.
През 1808 г. се завръща във Франция. Големият принос на Пруст към науката е високо оценен от страна на френските учени. През 1816 г. е приет за член на Френската академия на науките.
Уморен от непрекъснатата работа Пруст се оттегля в родния си дом в Анже, където иска да прекара последните години от живота си.
Умира на 5 юли 1826 година в Анже на 71-годишна възраст.

## Научна дейност
Установява закона за постоянния състав на химичните съединения, който гласи:
| „ | Всяко химично съединение, имащо молекулен строеж, независимо от метода на получаването си, се характеризира с постоянен състав. | “ |

Доказва, че металите могат да образуват повече от едно съединение с кислорода и сярата, но всяко от тях има постоянен състав. Открива металните хидроксиди и предлага термина „хидрат“. Работи също в областта на органичната химия и химическия анализ. Установява наличието на сребро в морската вода и изолира захар от гроздето. Установява съществуването на няколко вида захари.

## Памет
На негово име е наречен минерала прустит с яркочервен цвят и диамантен блясък. Големи находища от него има в Мексико, Чили, Перу, Боливия и др. Пруститът е един от най-разпространените сребросъдържащи минерали, които се използват в металургията на среброто.